# کلمبیا سنتر
کلمبیا سنتر، (به انگلیسی: Columbia Center) آسمان‌خراش ۷۶ طبقه به ارتفاع ۲۹۴ متر، با کاربری اداری-تجاری است، که در شهر سیاتل، واشینگتن مستقر می‌باشد. پروژه ساخت این ساختمان در سال ۱۹۸۲ آغاز شد و در سال ۱۹۸۵ تکمیل و افتتاح گردید.

## نگارخانه

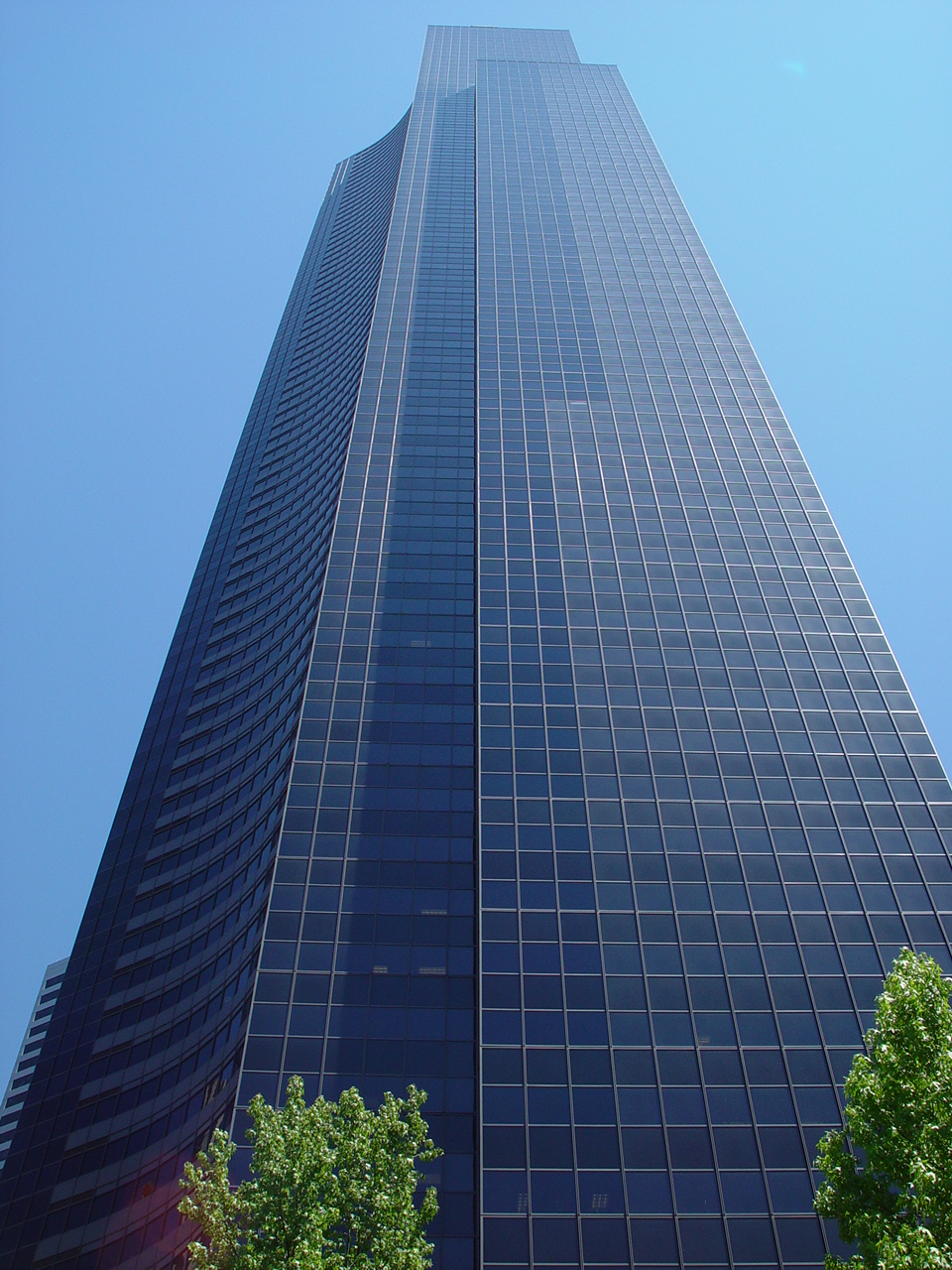
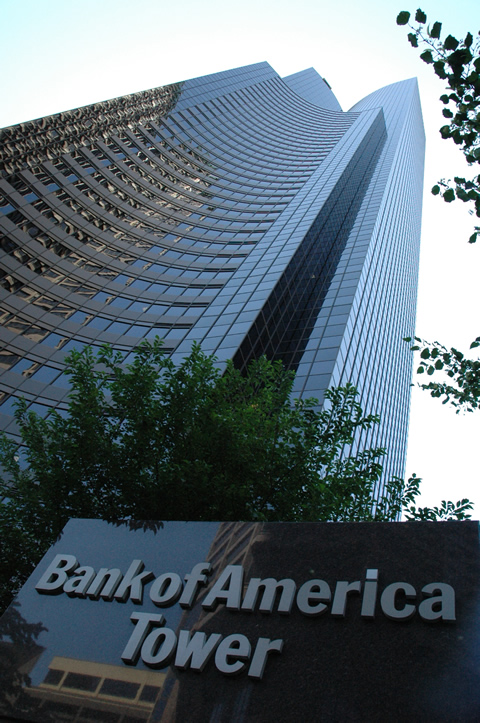
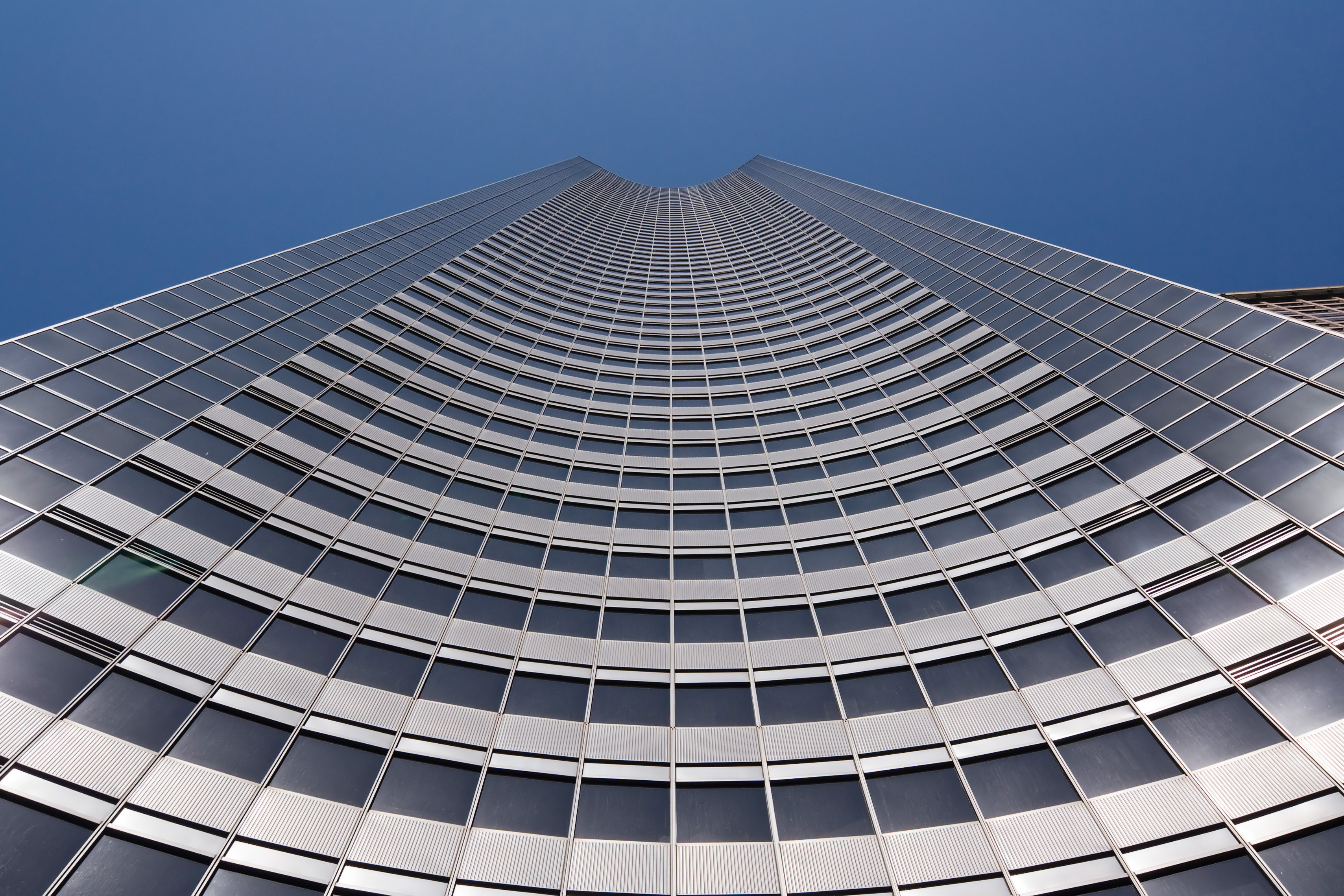
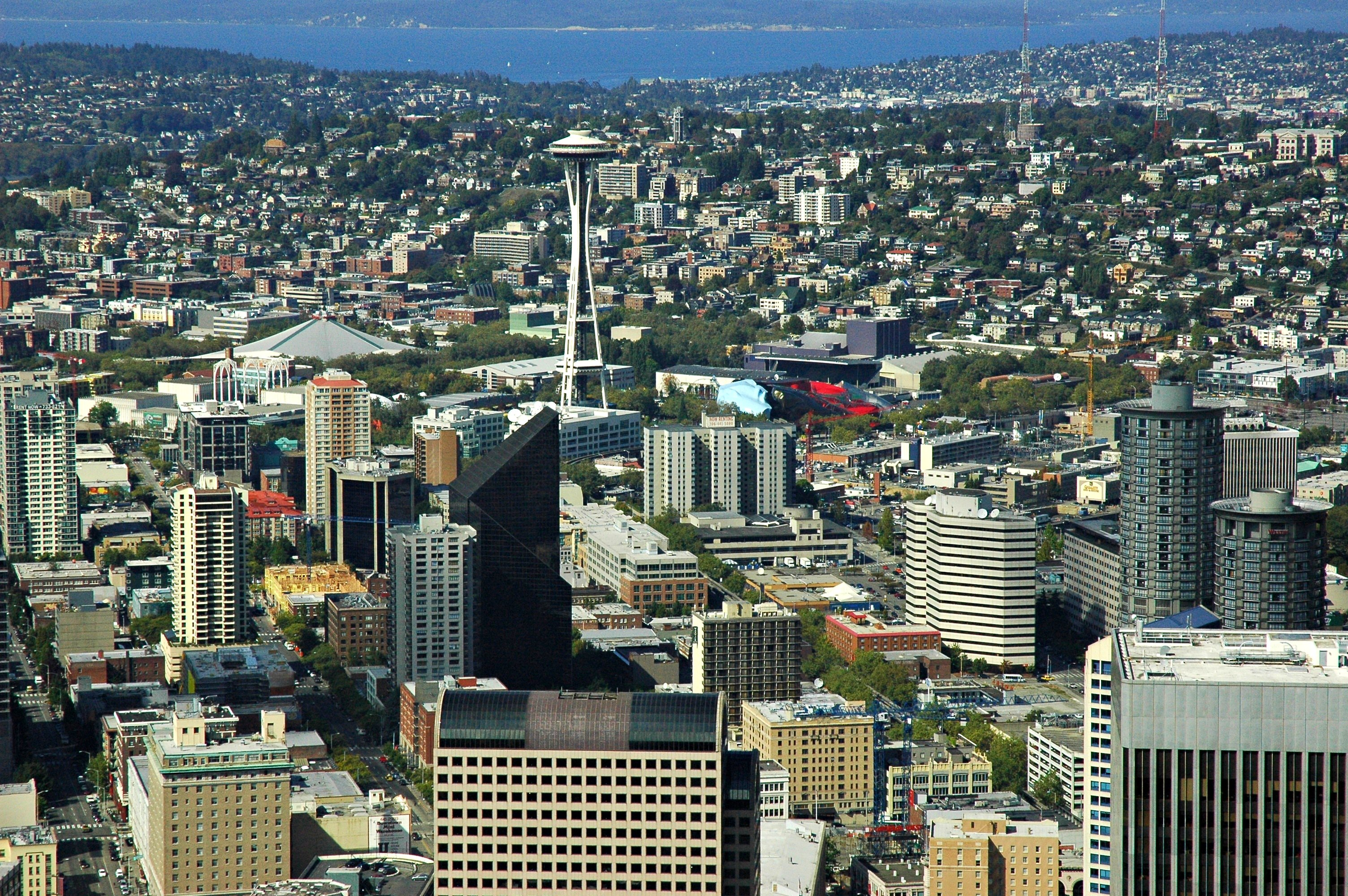
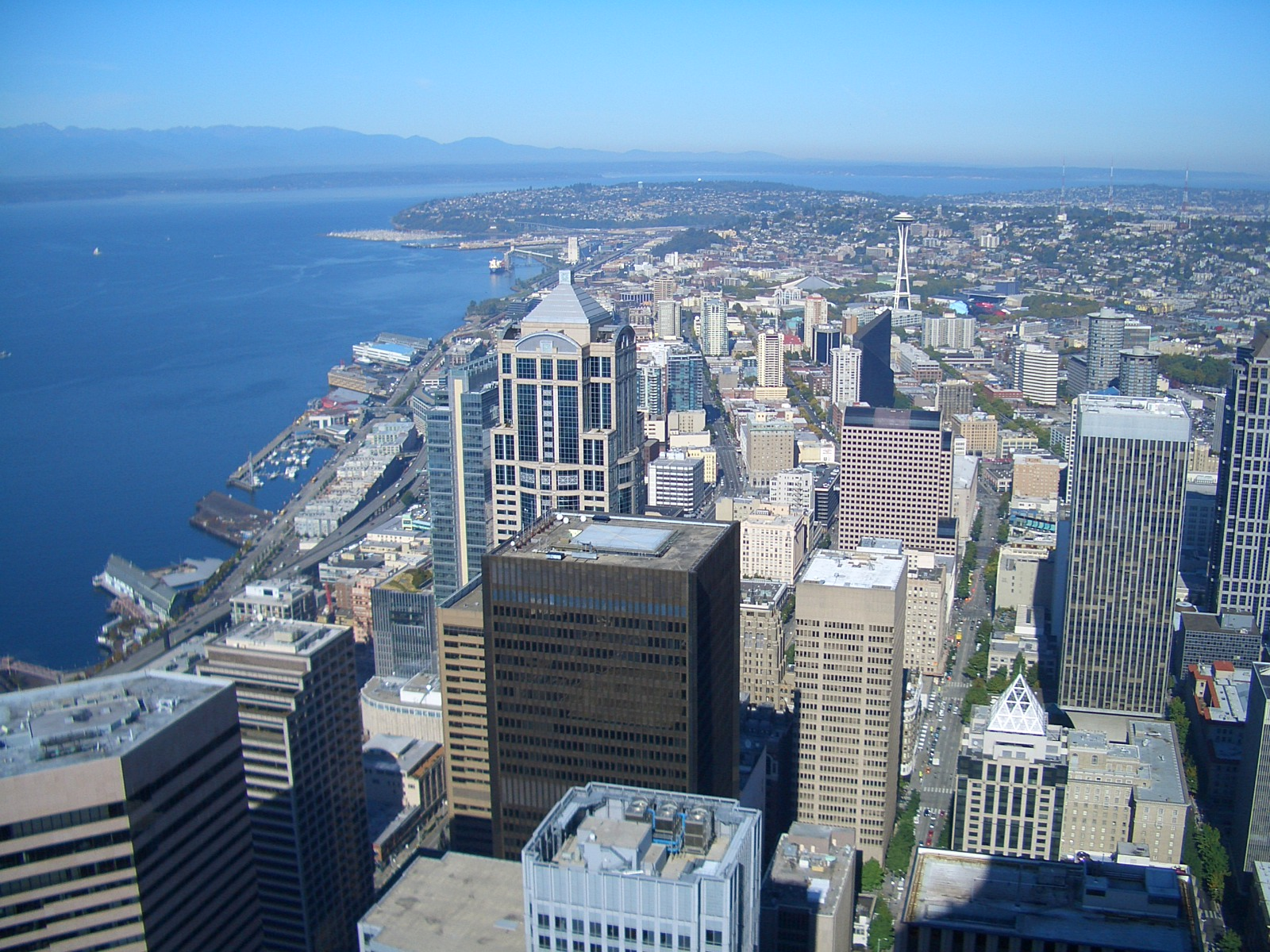
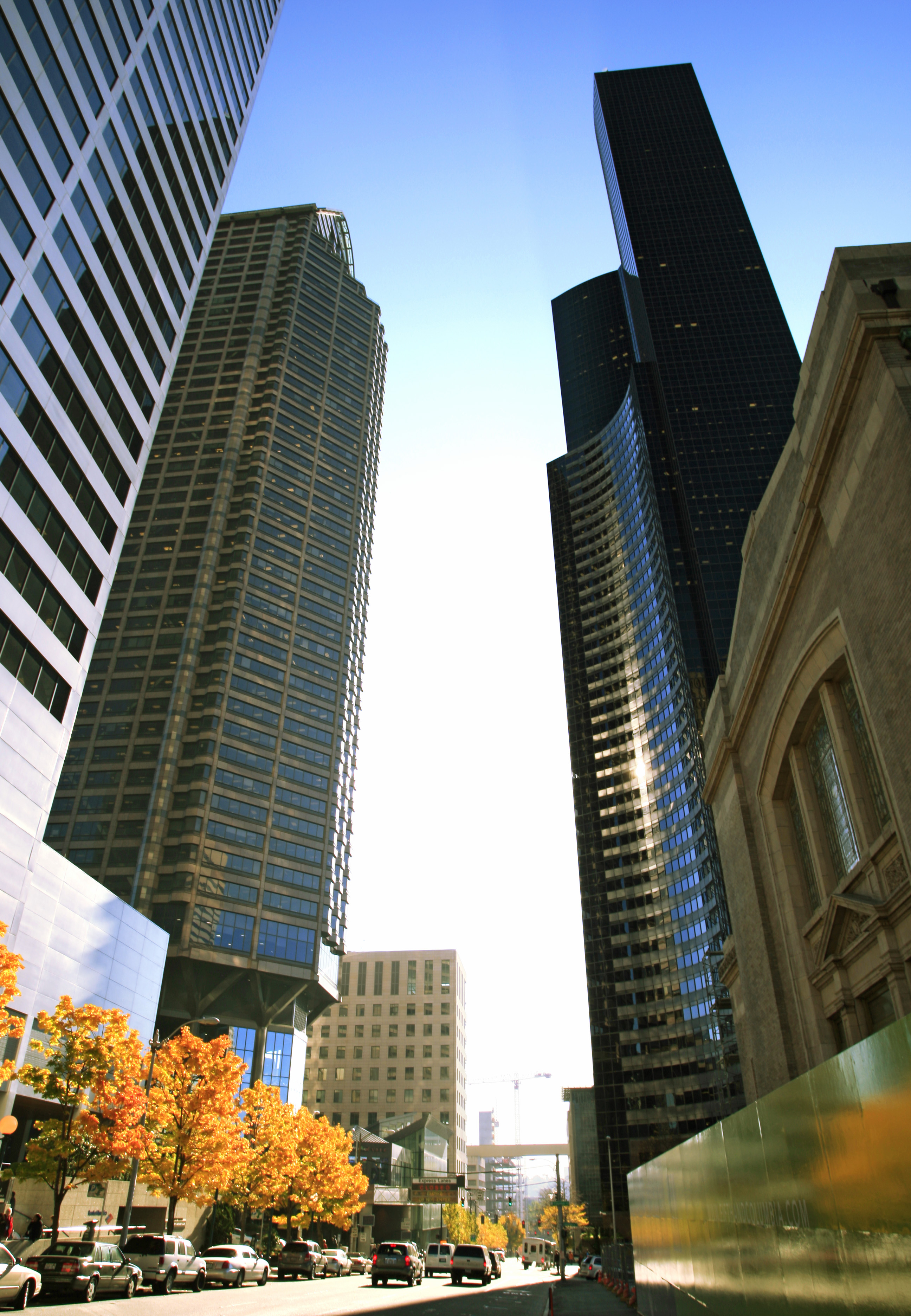
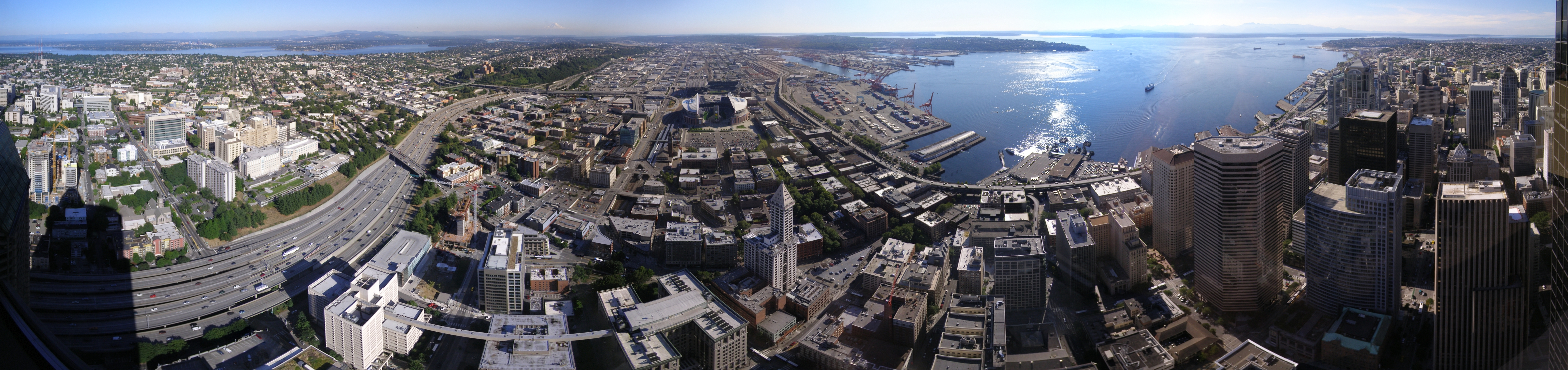